# Wild Sky Wilderness
Die Wild Sky Wilderness ist ein 431 Quadratkilometer großes Wildnisgebiet im westlichen Kaskadengebirge des US-Bundesstaates Washington. Das Wildnisgebiet liegt innerhalb des Mount Baker-Snoqualmie National Forest nördlich des U.S. Highway 2 und der Städte Index und Skykomish. Das Gebiet flankiert den North Fork des Skykomish River und den Beckler River, schließt diese aber nicht ein. Die Henry M. Jackson Wilderness liegt in Nachbarschaft im Osten und Nordosten. Der höchste Punkt des Gebietes ist der 1.903 Meter hohe Gunn Peak.
Bis zur Ausweitung der Alpine Lakes Wilderness durch Präsident Obama 2014 war die Wild Sky Wilderness in der Hinsicht bemerkenswert, als dass sie das erste seit 1984 durch Bundesgesetz ausgewiesene Wildnisgebiet war. Außerdem schützt das Gebiet – anders als andere Wildnisgebiete im Kaskadengebirge – nennenswerte Flächen hoch produktiver gemäßigter Regenwälder.

## Geschichte
Zum Schutz der Wild Sky Wilderness wurden mehrere Anläufe unternommen, bevor ein entsprechendes Gesetz erlassen wurde. Vor 2007 wurde das Wild Sky Bill im Ausschuss durch den Abgeordneten Richard Pombo aus Kalifornien blockiert, der 2006 nicht wiedergewählt wurde. Präsident George W. Bush war dem Vorschlag gegenüber empfänglich.
Im Februar 2007 brachten Senator Patty Murray und der Abgeordnete Rick Larsen einen Gesetzentwurf zum Schutz der Wild Sky Wilderness ein. Dieser passierte den Kongress und wurde im Senatsausschuss für Energie und natürliche Ressourcen (Energy and Natural Resources Committee) gebilligt. Bevor der Entwurf dem Senat zur Abstimmung übergeben wurde, legte der republikanische Abgeordnete Tom Coburn aus Oklahoma jedoch ein Veto (Senate Hold) ein, so dass dieser Entwurf nie zur Abstimmung kam.
Der Consolidated Natural Resources Act von 2008, der auch die Wild Sky Wilderness etablierte, passierte den US-Senat am 10. April 2008, und das Repräsentantenhaus knapp drei Wochen später am 29. April. Präsident Bush unterzeichnete das Gesetz am 8. Mai 2008.

## Privates Land
Bei der Ausweisung der Wild Sky Wilderness gab es 8,1 Quadratkilometer Privatland innerhalb der Grenzen. Seit 2003 haben der Wilderness Land Trust und der Cascade Land Conservancy etwa ein Drittel dieses Landes erworben. Die Bemühungen, auch den Rest in diese Eigentumsform zu überführen, werden fortgesetzt.